# NGC 4319
NGC 4319 là tên của một thiên hà xoắn ốc có cấu trúc thanh chắn nằm trong chòm sao Thiên Long. Khoảng cách của thiên hà này với trái đất là khoảng xấp xỉ 77 triệu năm ánh sáng. Phân loại hình thái học của thiên hà này là SB(r)ab, ý là đây là thiên hà xoắn ốc có thanh chắn, có một cấu trúc đai bên trong và các nhánh xoắn ốc xiết chặt vừa phải. Thiên hà NGC 4319 nằm ở vị trí khá gần với hai thiên hà khác là NGC 4291 và NGC 4386. Ở khoảng trống giữa NGC 4319 và NGC 4291 có sự phát ra tia X, có lẽ đó là sự tương tác giữa 2 thiên hà đó. Thiên hà này có tỉ lệ khí Hydro bị ion hóa cao hơn Ngân Hà.
Năm 1971, nhà thiên văn học người Mĩ Halton Arp đã ghi chú có sự liên kết vật lí giữa NGC 4319 và Markarian 205, một thiên thể có giá trị dịch chuyển đỏ dường như cao hơn nhiều. Ông ấy cho rằng nếu Markarian 205 không phải là một thiên thể nền được nhô ra một cách tình cờ thì nó sẽ bị đẩy ra khỏi nhân thiên hà. Sự phát hiện ra mối liên kết giữa độ sáng biểu kiến với hai thiên thể này đã tạo ra một cuộc tranh luận lớn khi các nhà thiên văn học tìm cách bác bỏ khẳng định này và thay thế bằng những khẳng định khác. Sau đó, các quan sát bằng kính viễn vọng không gian Hubble đã giải quyết sự tranh cãi này. Nó cho thấy rằng ánh sáng từ Markarian 205 đang truyền qua đĩa và quầng sáng NGC 4319 để đến được người quan sát do vậy Markian 205 phía sau thiên hà này và do đó nó nằm xa hơn.

## Dữ liệu hiện tại
Theo như quan sát, đây là thiên hà nằm trong chòm sao Thiên Long và dưới đây là một số dữ liệu khác:
Xích kinh 12h 21m 43.846s
Độ nghiêng +75° 19′ 21.45″
Giá trị dịch chuyển đỏ 0.004526
Vận tốc xuyên tâm 1,357 ± 46 km/s
Cấp sao biểu kiến 12.8
Kích thước biểu kiến 3′.0 × 2′.3
Loại thiên hà SB(r)ab